# 김기수 (정치인)
김기수(金基洙, 1938년 11월 28일, 강원도 평창군 ~ )는 대한민국의 공무원, 정치인이다. 본관은 김해 김씨이다. 종교는 불교다.

## 학력
- 대화중학교 졸업
- 춘천고등학교 졸업
- 서울대학교 법과대학 법학 학사

## 경력
- 제11회 행정고시 합격
- 경제기획원·상공부 사무관
- 미국 LA 한국총영사관 영사
- 1980.01 ~ 1980.07 제20대 평창경찰서장
- 1990.06 ~ 1991.07 제47대 강원도 경찰국장
- 1992.12 ~ 1993.09 제2대 부산직할시 지방경찰청장
- 1993.09 ~ 1994.06 제4대 경찰청 차장
- 국제무역회의, 인터폴 국제경찰장회의 상임이사
- 국회 원내부총무
- 국회 운영·예결·보건복지·환노위·행자위 위원
- 국회 정치개혁특위 위원
- 국회 국제경기특위 간사
- 국회 재해대책특위 위원
- 농어민도시서민특위 위원
- 신한국당 제1정조위원장
- 신한국당 제15대 대통령 선거 선대위조직위 부위원장
- 1998.8.31 한나라당 탈당
- 1998.9.15 자유민주연합 입당
- 자유민주연합 당무위원
- 자유민주연합 강원도지부장
- APPF 및 APPU 총회 대표 및 공동성명기초위 의장

## 역대 선거 결과
|  | 52.80% |

|  | 34.38% |

|  | 20.38% |